# Veliki lječilišni gradovi Europe
Veliki lječilišni gradovi Europe naziv je za zajedničku svjetsku kulturnu baštinu koja se sastoji od 11 europskih lječilišnih gradova koji, iako svaki drugačiji, su se razvili oko ljekovitih termomineralnih izvora voda, toplica ili liječilišta. Zaštićeni liječilišni gradovi su najotmjeniji, najdinamičniji i internacionalni lječilišni gradovi među stotinama koji su pridonijeli europskom lječilišnom fenomenu. Pomno vođena rekreacijska i terapeutska okruženja u slikovitim krajolicima utjelovljuju značajnu razmjenu ljudskih vrijednosti i razvoja u medicini, znanosti i balneologiji
Ovi lječilišni gradovi su iznimno svjedočanstvo europskog lječilišnog fenomena, složenog urbanog, društvenog i kulturnog fenomena koji datira iz antičkih vremena, a koji je doživio svoj vrhunac od 1700-ih do 1930-ih godina. Mjesta su povijesna pomodna lječilišta koja su oblikovala i fenomen društvenih putovanja i zdravstveni turizam u Europi, osobito u 19. i početkom 20. stoljeća. Stoga su bile važne uporišne točke u razvoju globalnog turizma.
Zajednički im je model prostorne organizacije posvećen kurativnim, terapijskim, rekreacijskim i društvenim funkcijama. Cjelokupni lječilišni objekti uključuju kupke, pumpe, pijaće sobe, česme, objekte za tretmane i kolonade namijenjene iskorištavanju vodnih resursa i omogućavaju njihovu praktičnu uporabu za kupanje i piće. „Primanje lijeka”, izvana i iznutra, nadopunjeno je vježbanjem i društvenim aktivnostima koje su zahtijevale sadržaje za posjetitelje kao što su dvorane za okupljanje, kockarnice, kazališta, hoteli, vile i pripadajuća infrastruktura (od sustava vodovoda i proizvodnje soli do željeznica i uspinjača). Sve je integrirano u cjelokupni urbani kontekst koji uključuje pažljivo vođeno rekreacijsko i terapeutsko okruženje parkova, vrtova, šetnica, sportskih objekata i šuma. Zgrade i prostori se vizualno i fizički povezuju s okolnim krajolicima, koji se redovito koriste za tjelovježbu kao doprinos terapiji, te za opuštanje i uživanje.

## Lokaliteti[1]
| Slika | ID       | Grad              | Zemlja                 | Koordinate                                            | Veličina (ha) | Veličina oko zaštićenog područja (ha) |
| ----- | -------- | ----------------- | ---------------------- | ----------------------------------------------------- | ------------- | ------------------------------------- |
|       | 1613-001 | Baden bei Wien    | Austrija               | 48°0′35.98″N 16°14′0.98″E / 48.0099944°N 16.2336056°E | 343           | 555                                   |
|       | 1613-002 | Spa               | Belgija                | 50°23′32″N 5°21′1″E / 50.39222°N 5.35028°E            | 772           | 1536                                  |
|       | 1613-003 | Frantiskovy Lazne | Češka                  | 50°7′2″N 12°21′2″E / 50.11722°N 12.35056°E            | 367           | 872                                   |
|       | 1613-004 | Karlovy Vary      | Češka                  | 50°12′23″N 12°53′0.98″E / 50.20639°N 12.8836056°E     | 1.123         | 1.029                                 |
|       | 1613-005 | Mariánské Lázně   | Češka                  | 49°58′38″N 12°41′23.98″E / 49.97722°N 12.6899944°E    | 835           | 3.677                                 |
|       | 1613-006 | Vichy             | Francuska              | 46°7′24.99″N 2°25′13″E / 46.1236083°N 2.42028°E       | 68            | 253                                   |
|       | 1613-007 | Bad Ems           | Njemačka               | 50°19′50″N 7°43′42.92″E / 50.33056°N 7.7285889°E      | 80            | 155                                   |
|       | 1613-008 | Baden-Baden       | Njemačka               | 48°45′26.98″N 8°14′32.98″E / 48.7574944°N 8.2424944°E | 230           | 2.377                                 |
|       | 1613-009 | Bad Kissingen     | Njemačka               | 50°11′51.99″N 10°4′30″E / 50.1977750°N 10.07500°E     | 343           | 555                                   |
|       | 1613-010 | Montecatini Terme | Italija                | 43°53′18.89″N 10°46′46″E / 43.8885806°N 10.77944°E    | 114           | 341                                   |
|       | 1613-011 | Bath              | Ujedinjeno Kraljevstvo | 51°22′57.7″N 2°21′32.6″W / 51.382694°N 2.359056°W     | 2.870         | —                                     |

## Vanjske poveznice
- The Complete Guide To: Spa towns  (Cjeloviti vodič lječilišnim gradovima), Indenpendent, 17. kolovoza 2007. (engl.)